# Ostrhauderfehn
Ostrhauderfehn là một đô thị thuộc huyện Leer bang Niedersachsen, Đức. Đô thị này có diện tích km².
Đô thị này được tách từ Rhauderfehn khoảng giai đoạn giữa 820 và 1830. Ostrhauderfehn trong nhiều năm đã từng là một trong những đô thị lớn nhất của huyện Leer.